# Tribuno Memmo
Tribuno Memmo (vagy más néven: Tribuno Menio), (Velence, 10. század – San Giorgio Monastery, 991) volt Velence huszonötödik dózséja. Elődje, Vitale Candiano lemondatása után a velenceiek olyan vezetőt akartak, aki nem tartozott egyik nagy családhoz sem, és ezért nem feltétlenül akarta a dinasztikus törekvéseket kidomborítani uralkodása alatt. Tizenkét éven át tartó uralma alatt mindennek ellenére mégis a dinasztikus törekvések játszották a főszerepet.

## Élete
Tribuno trónra lépése után hamarosan fellángolt két befolyásos velencei nemes család hatalmi harca, amely teljesen háttérbe szorította Tribuno uralmát. A Coloprini család házasság révén rokoni viszonyba került az immár öt dózsét adó Candiano családdal. A két család túlzott gazdasági és politikai befolyását ellensúlyozni akarta a másik feltörekvő család, az Orseolók, akik a Morosini családdal léptek rokoni szövetségbe. A két ellenfelet különböző nagyhatalmak támogatták. A Morosini famíliát a Bizánci Birodalom, Colopriniékat pedig II. Ottó német-római császár támogatta. A dózse nem igazán tudott beleszólni a vitába, de a nép támogatásával sikerült kieszközölni a Coloprini család száműzését, amikor az ifjú Domenico Morosinit megölték az egyik összecsapásban.
Az elűzött család Veronában talált menedéket, ahol a császárral szövetséget kötöttek Velence elfoglalására. Német támogatással nemsokára elkezdődött a kereskedőváros ostroma, a császári flotta blokád alá vette a Velencei-öblöt és egy császári rendelet értelmében az egész birodalomban tilos volt velenceiekkel kereskedni.
A kétségbeesett dózse hiába küldte gyermekét, Mauriziót Konstantinápolyba, a bizánciak nem akartak háborúba keveredni Ottóval. A dózse ezért parancsot adott a városban maradt Coloprinik letartóztatására, és a Morosinik kirabolhatták a család palotáját. 983-ban meghalt II. Ottó, ezért az ostrom befejeződött, és a tengeri blokád is feloszlott. Ugyan a dózse garantálta biztonságukat, ha visszatérnek a városba, a Coloprini család feje, Stefano Coloprini Toszkánában keresett menedéket. A család hazatérő tagjait pár év múlva a Morosinik lemészárolták. Ezzel végleg eldőlt a hatalmi harc, amely a Morosini és az Orseolo család javára döntötte el Velence későbbi sorsát.
Tribuno egyetlen jelentős rendelete szerint a Szent Márk-bazilika a dózse saját tulajdonába került. Ekkor vált a bazilika a velencei uralkodók magánkápolnájává, és a város klerikusainak legfőbb központjává. Ezen felül ettől kezdve fogadták itt a külföldi követeket, a városba érkező pápákat vagy uralkodókat. 991-ben az összehívott népgyűlésen lemondatták trónjáról az idős Tribunót, aki uralkodói kötelességeit már nem tudta ellátni. A Szent Zakariás kolostorba vonult vissza, ahol pár hónap múlva meghalt.